# 模擬市民2：寵物當家
《模擬市民2：寵物當家》是《模擬市民2》的第四款資料片，亦針對了不同的電視遊樂器而發行了對應版本，由美商藝電發行。在電腦平台方面，Windows版於2006年10月18日發行到北美地區，並於10月20日發行到餘下地區；Mac OS X版則於同年11月7日由Aspyr發行。在電視遊樂器平台方面，Wii版於2007年6月13日發行。

## 遊戲特色

### 寵物
模擬市民能飼養狗和貓作為寵物，並訓練自己的寵物來賺錢。市民能以責罵方式阻止寵物進行某些行為，或是以稱讚方式鼓勵和訓練他們的寵物。
以下是本資料片所新增的寵物，當中貓和狗一旦被市民領養後便會計入玩家的家庭人數中，每戶家庭最多只可飼養6隻寵物（只限貓狗）。
- 狗（72種內建品種）
- 貓（30種內建品種）
- 天竺鼠
- 魚
- 鳥

市民可以透過以下的方式領養寵物：
- 撥電話到領養中心
- 在寵物創造模式（Create-A-Pet）自創貓狗
- 收養流浪貓狗
- 送贈或交易寵物
- 到寵物店購買
- 在購買模式下直接購買天竺鼠籠、鳥籠或魚缸

### 狼人
狼人是本資料片新增的人種。狼人只能於夜間生活。在這段時間內，牠們的精力會徐徐上升，但與此同時牠們會較容易飢餓。狼人訓練寵物的能力較常人的強，亦能打擊夜賊。牠們有時會向月光嗥叫，或召喚其他狼群。當狼人嗥叫的時候，在用地上所有模擬市民的如廁度會大大下降。要成為狼人，市民可讓狼群的頭狼（眼睛發光的狼）咬一口，或接觸其他的狼人。設置樹林、雜草和未經修剪的樹籬能吸引狼群。

### 職業
遊戲新增了不同的寵物職業，等同模擬市民的工作，寵物必須履行一些事務來取得晉升。
- 保全業
- 娛樂業
- 服務業

### 追加下载内容
希拉里·达夫作为追加下载内容出现在本作中。

## 音樂
以下是本資料片新增的流行音樂，並以模擬市民語重新演唱：
- 小野貓 - "Don't Cha"
- Aly & AJ - "Chemicals React"
- Cowboy Troy - "I Play Chicken with the Train"
- Saving Jane - "Girl Next Door"
- The Flaming Lips - "Free Radicals"
- Skye Sweetnam - "Boyhunter"
- The Format - "The Compromise"
- The New Amsterdams - "Turn Out the Light"
- The Films - "Black Shoes"

以下是其他地區語言版本獨有的歌曲（美國英語版除外）：
- 丹麥語：West End Girls - "Booglurbia"
- 荷蘭語：Krezip - "Can't You be Mine"
- 芬蘭語：Roni - "Never Coming Back"
- 法語：Kisha - "Sowieso"
- 德語：Kisha - "Sowieso", Krezip - "Can't You be Mine"
- 意大利語：Finley - "Run Away"
- 日語：West End Girls - "Booglurbia"
- 韓語：West End Girls - "Booglurbia"
- 挪威語：琳恩·瑪蓮 - "What If"
- 俄羅斯語：The Smokebreakers - "Baby Let's Dance"
- 西班牙語：La Oreja de Van Gogh - "Dulce Locura"
- 瑞典語：Lene Marlin - "What If", West End Girls - "Booglurbia"
- 英國英語：Finley - "Run Away", West End Girls - "Booglurbia"

## 外部連結
- 模擬市民2：寵物當家官方網站（美國） （英文）
- 模擬市民2：寵物當家官方網站（台灣） （繁體中文）